# Jordi García-Die
Jordi M. García-Díe y Miralles de Imperial (Barcelona, 9 de marzo de 1927 - 15 de febrero de 1999) fue un sacerdote católico dedicado, entre otras tareas, al trabajo con el pueblo gitano en España, siendo uno de los precursores en la mejora de las condiciones de vida de la población gitana en Europa.
Era hijo del doctor Agustín García-Díe y Andreu, eminente médico barcelonés (atendió, entre otros, a los obispos de Barcelona, Miralles, Manuel Irurita y Gregorio Modrego), que fue distinguido con el título de Gentilhombre de Su Santidad, y de María Luisa Miralles de Imperial y Arnús y nieto de Clemente Miralles de Imperial y Jiménez de Frontín (Elche, 1850-Barcelona, 1925), benefactor que en 1883 promovió el barrio de Benalúa de Alicante.
Fue ordenado sacerdote el 31 de mayo de 1952, en el Congreso Eucarístico Internacional de Barcelona.
Desde el compromiso de la fe, con una actitud constante pero discreta, impulsó el desarrollo del Secretariado Gitano de Barcelona, que dirigió entre 1967 y 1988; y el Instituto Católico de Estudios Sociales de Barcelona (1951-1983), donde se gestó la aparición de la profesión de trabajador social en España.
En 1967 impulsó y formó parte del Secretariado Gitano de la Conferencia Episcopal Española, que renunció a presidir. En 1976 fue uno de los creadores del Comité Catholique International pour les Tsiganes.
En la última etapa, desde 1978, fomentó la aparición del movimiento asociativo gitano.
Fue también director de Cáritas Diocesana de Barcelona (1960-1972) y párroco de la Basílica de la Merced (desde 1987) y de la Parroquia Mayor de Santa Ana (era sacerdote en 1967 y fue su párroco hasta 1987), ambas en Barcelona. El Secretariado Gitano de Barcelona puso su nombre al Centro García-Díe de Cultura Gitana.
Uno de sus hermanos, Antonio García-Díe , fue catedrático de Historia de la Medicina y jefe del servicio de cirugía del Hospital del Sagrado Corazón de Barcelona. Otro de ellos, José-Manuel García-Díe y Miralles de Imperial, fue sacerdote, rector del Seminario menor de Barcelona, director del Instituto Ramon Albó de la "Protección de menores"  y prior de la Hermandad de Valencianos en Barcelona entre los años 50 y 70. Un tercer hermano, Agustín García-Díe, fue capitán de infantería y en 1951 fue nombrado jefe de los Mozos de Escuadra .
- Datos: Q11685304